# Thurø
Thurø is een plaats en eiland in de Deense regio Zuid-Denemarken, gemeente Svendborg. De plaats telt 3410 inwoners (2008).